# معهد المهندسين الميكانيكيين
معهد أو مؤسسة المهندسين الميكانيكيين (IMechE) هي جمعية هندسية مستقلة تقع في وسط لندن، وتهتم بمجال الهندسة الميكانيكية. لديها أكثر من 106,000 عضو من 140 دولة يعملون في صناعات مثل السكك الحديدية، السيارات، الطيران، التصنيع، الطاقة، الطب الحيوي والإنشاءات.
أسس المعهد في مدينة برمنغهام من قِبل جورج ستيفنسون عام 1847.

## اقرأ أيضاً
- هندسة ميكانيكية
- هاري ريكاردو

## وصلات خارجية
- IMechE الموقع الرسمي